# Tomboy
A Tomboy egy jegyzetelő alkalmazás, egy szabad szoftver, ami egyaránt használható a GNOME asztali környezetben (linux), Microsoft Windows és Mac OS X rendszerekben is.
A Tomboy egy wiki. Ennek megfelelően igen egyszerűen működik. Segíti számítógépünkön feljegyezni, rendszerezni a napi ötleteket. A mindennapi információk cédulázására használatos.
A Tomboy szolgáltatásaival rendszerezni és megjegyezni lehet az információkat, össze lehet kapcsolni ezeket, megkönnyítendő keresésüket. A jegyzeteketet jegyzettömbbé lehet vele szervezni.